# Кассис, Вадим Борисович
Вадим Борисович Кассис (род. 1925, Москва) — советский журналист и писатель, заслуженный работник культуры РСФСР, лауреат премии Союза журналистов СССР. Работал собственным корреспондентом газет «Комсомольская правда» и «Известия» в Китае, Индии и Японии. В соавторстве с Леонидом Колосовым и др. написал несколько книг по истории шпионажа и разведки («За фасадом разведок», «За кулисами диверсий», «Хризантемы у тюремной стены», «Из тайников секретных служб», «Терроризм без маски», «Совершенно секретно»), а также ряд документальных очерков («Трудные дороги», «Хризантемы у тюремной стены», «Мгновение весны»).
Великая Отечественная война застала Кассиса курсантом артиллерийской спецшколы. Он участвовал в обороне Москвы, откуда с боями прошёл путь до Одера в качестве артиллерийского офицера 10-й гвардейской стрелковой дивизии. Был ранен, награждён боевыми орденами и медалями СССР и Польши.